# كيت بيفيريدغ
كيت بيفيريدغ (بالإنجليزية: Kate Beveridge)‏ هي لاعبة كرة الشبكة أسترالية، ولدت في 25 يوليو 1985.